# Bésame, tonta
Bésame, tonta es una película española de comedia musical estrenada en 1982, escrita por Rafael Azcona y Fernando González de Canales y dirigida por éste último. Está protagonizada en los papeles principales por Javier Gurruchaga y Esperanza Roy.
La BSO original de la película fue interpretada por la Orquesta Mondragón y publicada en el sello discográfico EMI el mismo año.

## Sinopsis
Un joven trabajador de una sucursal de Bancobank, con una forma de ser y de comportarse un tanto excéntrica, es trasladado por orden de la dirección a otra sucursal, en medio de la nada, donde todos los trabajadores son unos inadaptados. Allí conocerá a personajes de lo más variopinto.
Un día, debido a una inspección conoce a Paola, de la que se enamora perdidamente. Para intentar conseguirla se convertirá en cantante para triunfar en el mundo de la música y así Paola se enamore de él.

## Reparto
- Javier Gurruchaga (Javier/Orlando Carrera/Tony Volante/presentador TV)
- Esperanza Roy (Lilly L'Amour - Madre de Javier)
- Pedro Ayestarán (Poper)
- Fernando Fernán-Gómez (director banco)
- Paola Dominguín (Paola)
- Manolo Gómez Bur (Peralta)
- Juan Guisán (director)
- Fernando Salas (miope)
- Carlos Lucas (cajero)